# 费迪南多一世 (两西西里)
费迪南多一世（義大利語：Ferdinando I，1751年1月12日—1825年1月4日），全名费迪南多·安东尼奥·帕斯夸莱·乔瓦尼·奈坡姆切诺·塞拉菲诺·真纳罗·本内迪托·迪·波旁（義大利語：Ferdinando Antonio Pasquale Giovanni Nepomuceno Serafino Gennaro Benedetto di Borbone），拿坡里國王（1759年—1806年、1815年—1816年，稱費迪南多四世）和西西里國王（1759年—1816年，稱費迪南多三世），1816年起为兩西西里王國的第一任国王。

## 生平

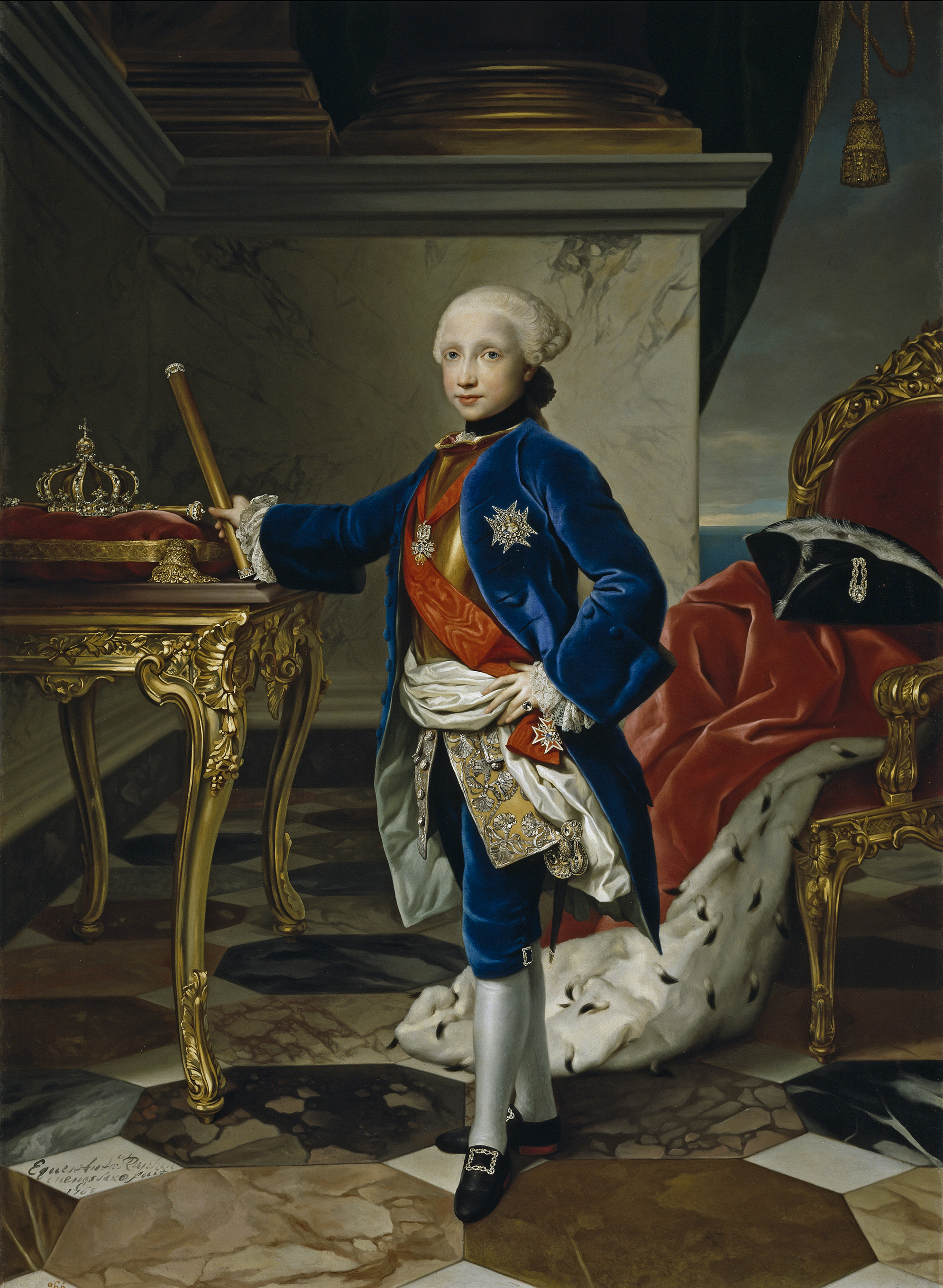
9岁时的费迪南多国王

费迪南多一世是西班牙王子，前帕尔马公爵，时任那不勒斯和西西里国王的卡洛斯与夫人薩克森的玛丽亚·阿玛莉亞的第三子，1751年1月12日生于那不勒斯王国首都那不勒斯。

### 早年生活
1759年8月10日，费迪南多的伯父，西班牙国王斐迪南六世去世，费迪南多的父亲卡洛斯作为斐迪南六世的异母弟弟继承西班牙王位，称為卡洛斯三世。由于波旁王朝取得那不勒斯与西西里王位时约定，西班牙和那不勒斯、西西里的王位不能由一人兼任，卡洛斯三世将其次子卡洛斯封为阿斯图里亚斯亲王，以后继承西班牙王位；将那不勒斯和西西里王位传给第三子费迪南多。费迪南多成为那不勒斯国王费迪南多四世兼西西里国王费迪南多三世。

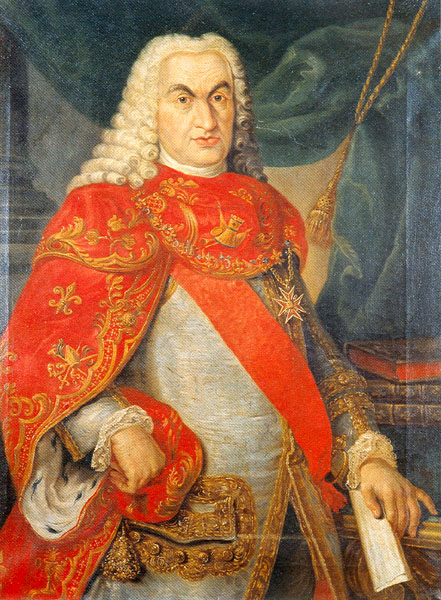
那不勒斯与西西里摄政貝爾納多·塔努奇侯爵

由于费迪南多继承王位时只有8岁，不能亲政。那不勒斯与西西里交由来自托斯卡纳的政治家貝爾納多·塔努奇侯爵摄政。贝尔纳多·塔努奇是个十分有能力且野心勃勃的人。他希望政府能够尽可能地掌握在他自己的手中。贝尔纳多·塔努奇有意识地忽略了对小国王的教育，鼓励他去做自己喜欢的事情，使小国王过度地投入到户外活动中。费迪南多健康地成长着，然而作为一个君主他很无知。他最开心的是与社会最底层的“拉扎里流浪者”在一起，他的方言和习惯都受到了普通市民很大的影响。费迪南多热衷于打猎和捕鱼，甚至将他的战利品拿到市场上售卖，再将所得的钱捐给穷人。费迪南多的其他古怪行为难于计算。虽然文化素质不高，但他的智商和洞察力并不差。他曾经说过：那不勒斯就像小孩一样，需要“大棒与糖果”进行统治。

### 早期统治
1767年，费迪南多成年并亲政。他的第一个旨令就是驱逐耶稣会修士。次年他与哈布斯堡-洛林的玛丽亚·卡罗琳娜女大公结婚，玛丽亚·卡罗琳娜是神圣罗马帝国皇后、奥地利女大公玛丽亚·特蕾西亚第九女。1775年，玛丽亚·卡罗琳娜为费迪南多生下长子卡洛，玛丽亚·卡罗琳娜在国务院中开始有发言权，慢慢地利用这一点对王国的政治施加影响。和她母亲一样，她是一个美丽、聪明、骄傲，且残忍、阴险的女人，她的野心是将那不勒斯王国列为欧洲列强之一。她很快能够完全支配她的丈夫，费迪南多也愿意将政务交给她处理。
1777年，玛丽亚·卡罗琳娜将反对她的贝尔纳多·塔努奇解职。随后任命英国人约翰·阿克顿从男爵为塔努奇的继承人。由于阿克顿爵士支持那不勒斯摆脱西班牙的影响，与奥地利和英国结盟，他得到了王后的绝对支持。阿克顿爵士1779年成为贸易和海事部部长，后成为首相。
1789年，法国大革命爆发。那不勒斯开始并没有对法国采取敌对行动。玛丽亚·卡罗琳娜甚至对革命者表示同情。但当法国废除君主制并将玛丽亚·卡罗琳娜的妹夫和妹妹——法国国王路易十六和王后玛丽·安托瓦内特斩首后，国王夫妇感到震惊和恐惧，那不勒斯和西西里加入了第一次反法同盟。

### 法国入侵
1796年，第一次反法同盟失败，那不勒斯和西西里与法国签署和约。拿破仑在北意大利建立了利古里亚共和国、奇萨尔皮尼共和国、罗马共和国等一系列卫星国。随着拿破仑远征埃及无暇顾及意大利，在王后的教唆下，费迪南多招募了7万士兵加入奥地利等国进军罗马共和国的军队，进攻占领罗马的法军，并于1798年11月29日带领军队进入罗马。法军击溃了他的几个小分队后，他仓皇逃回那不勒斯。随着法军的行进，他带着600名王室成员和大臣于12月底乘霍雷肖·纳尔逊的“先锋号”流亡西西里岛巴勒莫，留下一个处于无政府状态的那不勒斯市。
法国军队占领了那不勒斯。然而那不勒斯的拉扎里流浪者极为虔诚和忠君，拥护波旁王朝，他们反抗那不勒斯的法国占领军和共和党人，引起内战。共和党人占领了圣埃尔莫城堡，宣布成立帕特诺倍共和国，成为法国的又一个卫星国。跟随费迪南多流亡巴勒莫的红衣主教法布里奇奥·鲁佛被指定为保王党的领袖，他带领的军队与那不勒斯的拉扎里流浪者联合，在英国海军的帮助下大获全胜。法军投降，逃回土伦。6月13日，帕特诺倍共和国终结，波旁王室在那不勒斯复辟。

### 拿破仑战争时期
1799年7月，费迪南多从巴勒莫回到那不勒斯，随即对共和党人展开了报复。99人被处决，500多人被监禁，288人被驱逐出境。随后开始了严格的出版审查，政治活动也被禁止。
1799年9月，那不勒斯军队再次征服罗马，终结了教宗国内的法国革命势力。1801年，那不勒斯军队推进到奇萨尔皮尼共和国。然而被驻扎在锡耶纳的若阿尚·缪拉击败。那不勒斯被迫于2月18日停战，并在3月与法国签订《佛罗伦萨和约》，其中包括大赦当年帕特诺倍共和国的共和党人。
1805年，法奥战端再起。英、奥、俄结成第三次反法同盟。费迪南多开始保持中立，几天后就与奥地利结盟并同意英国、俄罗斯军队在那不勒斯登陆。
12月2日，俄、奥在奥斯特里茨战役中被法国击败。随后，拿破仑一世派法国元帅安德烈·马塞纳的军队入侵南意大利。1806年1月23日，斐迪南多第二次逃亡西西里岛巴勒莫，他的妻子儿女紧随其后。2月14日，法军进入那不勒斯。拿破仑一世于3月30日宣布那不勒斯的波旁王朝退位，并将他的长兄约瑟夫·波拿巴封为那不勒斯和西西里国王，称朱塞佩一世。
费迪南多在英国的保护下仍统治着西西里王国。1807年，费迪南多企图派兵从卡拉布里亚登陆收复失地，但被法军击败。西西里王国仍存在着封建时代的议会机构，驻扎西西里岛的英军统帅威廉·本廷克勋爵坚持按英法模式改革宪法。最终宪法在1812年出台。
1812年1月16日，国王放弃自己的权力，任命他的儿子弗朗切斯科王储为摄政。玛丽亚·卡罗琳娜接受本廷克的建议流亡祖国奥地利，并于1814年在那里去世。
莱比锡战役后，那不勒斯国王，拿破仑的妹婿若阿尚·缪拉为保住王位与奥地利签署和约并结盟。维也纳会议中，缪拉的地位越来越不稳定，大部份代表希望费迪南多在那不勒斯复辟。缪拉的最大的反对者是英国。英国军队一直在西西里岛保卫费迪南多，保证了他的西西里王位。
当缪拉得知拿破仑计划从厄尔巴岛逃出并在法国复辟后，缪拉重新与拿破仑结盟并于1815年3月15日向奥地利宣战。经过两个月的那不勒斯战争，缪拉于5月3日逃离那不勒斯流亡科西嘉岛。费迪南多在那不勒斯复辟。

### 两西西里王国

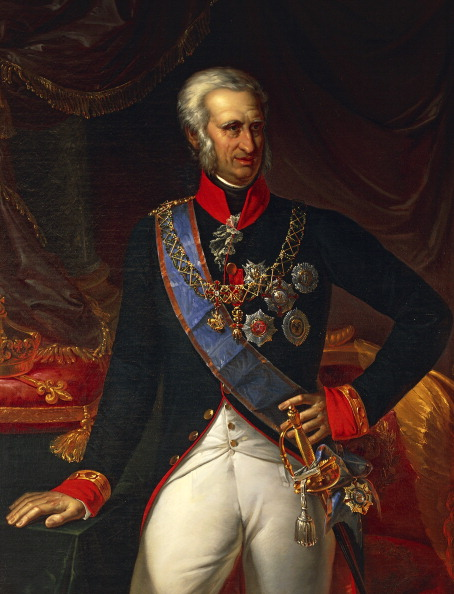
两西西里国王费迪南多一世

费迪南多复辟后，他按照奥地利外交家克莱门斯·梅特涅的政策，保持那不勒斯的现状，只对缪拉的法律和行政管理制度进行了轻微修改。他没有对那不勒斯的宪政化作出任何推动，还违反承诺废除了西西里宪法。1816年12月12日，费迪南多宣布那不勒斯王国和西西里王国合并，成为“两西西里王国”。费迪南多成为第一任国王费迪南多一世。
两西西里王国建国初期的外交政策完全倒向奥地利，连两西西里军队总司令都是奥地利元帅拉瓦尔·努根特·冯·威斯特梅斯伯爵。费迪南多还将高等法院搬至巴勒莫。在他接下来的四年统治期间，他仍扮演着专制君主的角色，没有进行宪政改革。

### 晚期统治
1820年7月，拿破仑时期的共和党人将军吉列尔莫·佩佩带领烧炭党发动革命。费迪南多一世被迫根据《西班牙1812年宪法》颁布宪法。同时，西西里发生分离主义的叛乱，但被那不勒斯军队所镇压。
由于1820年欧洲各国纷纷爆发革命，奥、普、俄等列强召开了特拉波会议，决定镇压革命。1821年的萊巴赫會議通过了由奥地利帝国派军队镇压那不勒斯革命，恢复了费迪南多一世的权利。佩佩流亡英国，许多自由党和烧炭党人被监禁。
1825年1月4日，费迪南多在那不勒斯去世，终年73岁。他存活的最长的儿子弗朗切斯科继承了他的王位。
费迪南多一世建立了那不勒斯考古博物馆，其中收藏了从庞培城和赫库兰尼姆挖掘的文物。

## 婚姻与子女

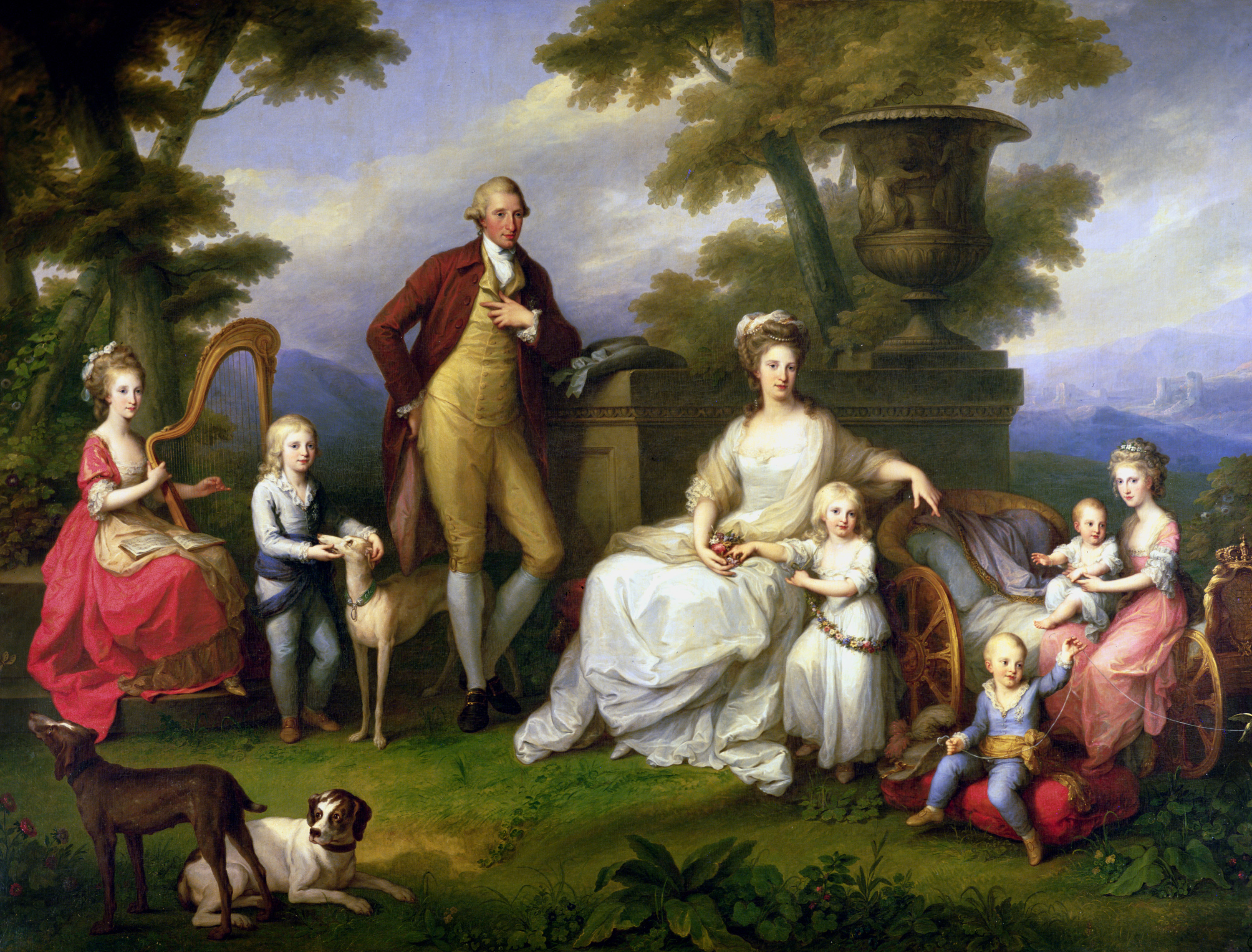
费迪南多与玛丽亚·卡罗琳娜夫妇及子女

费迪南多一世于1768年4月7日在维也纳与奥地利女大公瑪麗亞·卡羅琳娜结婚。玛丽亚·卡罗琳娜是神圣罗马皇帝弗朗茨一世与奥地利女大公玛丽亚·特蕾西亚的第十女。费迪南多与玛丽亚·卡罗琳娜共有七子九女：
- 长女瑪麗亞·特蕾莎（Maria Teresa，1772年6月6日—1807年4月13日），1790年与日後的神圣罗马皇帝法蘭茲二世结婚，有四子八女；
- 次女路易莎（Luisa，1773年7月27日—1802年9月19日），1790年与托斯卡纳大公斐迪南三世结婚，有二子三女；
- 长子卡洛（英语：Carlo, Duke of Calabria）（Carlo，1775年1月4日—1778年12月17日），出生时被封为卡拉布里亚公爵，早夭；
- 三女玛丽亚·安娜（英语：Maria Anna of Naples and Sicily）（Maria Anna，1775年11月23日—1780年2月22日），早夭；
- 次子法蘭西斯科（Francesco，1777年8月19日—1830年11月8日），费迪南多一世的继承人，1825年继位為兩西西里國王
- 四女玛丽亚·克里斯蒂娜（Maria Cristina，1779年1月17日—1849年3月11日），1807年与薩丁尼亚的卡洛·費利切结婚，沒有子女；
- 三子真納羅（Gennaro，1780年4月12日—1789年1月2日），早夭；
- 四子朱塞佩（Giuseppe，1781年6月18日—1783年12月19日），早夭；
- 五女玛丽亚·艾瑪莉亞（Maria Amalia，1782年4月26日—1866年3月24日），1809年与奥尔良公爵路易-菲利普三世（即日後的法王路易-菲利普一世）结婚；
- 六女瑪麗亞·安東妮亞（Maria Antonia，1784年12月14日—1806年5月21日），1802年与西班牙的阿斯图里亚斯亲王费尔南多（后来的西班牙国王费尔南多七世）结婚，沒有子女；
- 七女瑪麗亞·克羅蒂爾達（英语：Maria Clotilde of Naples and Sicily）（Maria Clotilda，1786年2月18日—1792年9月12日），早夭；
- 八女瑪麗亞·恩里切塔（英语：Maria Henrietta of Naples and Sicily）（Maria Enrichetta，1787年7月31日—1792年9月20日），早夭；
- 五子卡洛（Carlo，1788年8月26日—1789年2月1日），早夭；
- 六子利奧波多（Leopoldo，1790年7月2日—1850年3月10日），封为萨莱诺亲王，1816年與奧地利的克萊曼丁娜结婚；
- 七子阿爾貝托（英语：Prince Alberto of Naples and Sicily）（Alberto，1792年5月2日—1798年12月24日），早夭；
- 九女玛丽亚·伊莎贝拉（英语：Princess Maria Isabella of Naples and Sicily）（Maria Isabella，1793年12月2日—1801年4月23日），早夭。

玛丽亚·卡罗琳娜去世后，费迪南多一世于1814年11月27日在巴勒莫与西西里人露琪娅·米利亚奇奥（1770年7月19日—1826年4月26日）结婚。这次婚姻是贵庶通婚，露琪娅不被承认为两西西里王后。露琪娅·米利亚奇奥被封为佛罗里迪亚女公爵，二人没有子嗣。

## 祖辈
费迪南多一世的三代祖辈详见下表：
| 两西西里国王费迪南多一世 | 父亲： 西班牙国王卡洛斯三世    | 祖父： 西班牙国王费利佩五世               | 祖父之父： 法国王太子路易王储                           |
| 两西西里国王费迪南多一世 | 父亲： 西班牙国王卡洛斯三世    | 祖父： 西班牙国王费利佩五世               | 祖父之母： 巴伐利亚的玛丽亚·安娜                        |
| 两西西里国王费迪南多一世 | 父亲： 西班牙国王卡洛斯三世    | 祖母： 帕尔马的伊莉莎贝塔                 | 祖母之父： 帕尔马的奥多阿尔多·法尔内塞                  |
| 两西西里国王费迪南多一世 | 父亲： 西班牙国王卡洛斯三世    | 祖母： 帕尔马的伊莉莎贝塔                 | 祖母之母： 普法尔茨-诺伊堡的朵萝泰娅·索菲               |
| 两西西里国王费迪南多一世 | 母亲： 萨克森的玛丽亚·阿玛莉亞 | 外祖父： 波兰国王、萨克森选侯奥古斯特三世 | 外祖父之父： 波兰国王、萨克森选侯奥古斯特二世           |
| 两西西里国王费迪南多一世 | 母亲： 萨克森的玛丽亚·阿玛莉亞 | 外祖父： 波兰国王、萨克森选侯奥古斯特三世 | 外祖父之母： 勃蘭登堡-拜羅伊特的克里斯蒂安妮·埃伯哈丁妮 |
| 两西西里国王费迪南多一世 | 母亲： 萨克森的玛丽亚·阿玛莉亞 | 外祖母： 奥地利女大公玛丽亚·约瑟法        | 外祖母之父： 神圣罗马帝国皇帝約瑟夫一世                 |
| 两西西里国王费迪南多一世 | 母亲： 萨克森的玛丽亚·阿玛莉亞 | 外祖母： 奥地利女大公玛丽亚·约瑟法        | 外祖母之母： 不伦瑞克-卡伦贝格的阿玛莉娅·威廉明妮       |